# Palaipafos
XIe siècle av. J.-C. – 58 av. J.-C.
Entités suivantes :
- Empire romain

Palaipafos (grec moderne : Παλαίπαφος, « Ancienne-Paphos ») fut une des dix cités-royaume de Chypre.
C'est aujourd'hui un site archéologique situé à 14 km de la ville de Paphos.

## Histoire

### Fondation
Il existe deux versions concernant la fondation de Palaipafos. Un des récits indique qu’Agapénor, roi de Tégée (Péloponnèse), fonda la cité-royaume sur son chemin de retour de la guerre de Troie.
Une deuxième légende raconte que Kinyras, le roi légendaire de la région (XIe siècle av. J.-C.), fut le fondateur et le premier Grand Prêtre du sanctuaire d’Aphrodite.

### Mention de la cité
Le roi assyrien Assarhaddon assigna sur une tablette le nom des dix cités-royaumes de Chypre dont Palaipafos en 673 av J.-C. 

### Conquête romaine
En 58 av. J.-C., la cité ainsi que l'intégralité de Chypre furent rattachées à la République romaine, qui deviendra en 27 av. J.-C. l'Empire romain.

## Site archéologique
Situé au village de Koúklia, le site archéologique de Palaipafos fut le premier site de Chypre à figurer sur la liste du patrimoine mondial de L’UNESCO en 1980.
Les monuments remarquables de Palaipafos sont la maison de Léda, le portail nord-est des murailles défensives, les murailles de la cité, le palais de Hadji Abdulla, l’église de Panagia Katholiki, le manoir des Lusignan, les nécropoles et la raffinerie de canne à sucre des Lusignan dans la vallée littorale.
Le musée situé dans un manoir de l’époque des Lusignan, expose de nombreuses et intéressantes découvertes de la région et retrace la transition du culte de la déesse de la fertilité au culte d’Aphrodite. La raffinerie de canne à sucre est également ouverte au public.
Le site est une des étapes de la route culturelle d’Aphrodite.